# Rhodesiella latizona
Rhodesiella latizona är en tvåvingeart som beskrevs av Yang 1995. Rhodesiella latizona ingår i släktet Rhodesiella och familjen fritflugor.
Artens utbredningsområde är Yunnan (Kina). Inga underarter finns listade i Catalogue of Life.